# Aeropuerto Seve Ballesteros-Santander
El Aeropuerto Seve Ballesteros-Santander (IATA: SDR, OACI: LEXJ), también llamado popularmente Aeropuerto de Parayas, es un aeropuerto internacional español propiedad de Aena situado a cinco kilómetros de la ciudad de Santander, en la localidad de Maliaño, en el municipio de Camargo (Cantabria). Es el único aeropuerto de la comunidad autónoma de Cantabria.
Fue inaugurado el 31 de agosto de 1953 y experimentó importantes renovaciones en 1977 y 2010.
Desde el 16 de abril de 2015, el aeródromo se denomina oficialmente «Aeropuerto Seve Ballesteros-Santander», en honor al golfista Severiano Ballesteros, que es considerado el deportista cántabro más internacional.
Es un aeropuerto muy peculiar en España, debido a que la pista 29 termina justo al lado de la Bahía de Santander (a unos 20 metros) y que la pista 11 termina a unos 150 metros de una autovía S-10 (que suele estar muy concurrida) y un centro comercial. Dispone de una pista de 2.420m / 7.612ft, En la cabecera de la pista 29 se ha instalado un sistema de iluminación de aproximación de precisión categoría I que está operativo desde principios del año 2021.[actualizar][cita requerida]

## Historia

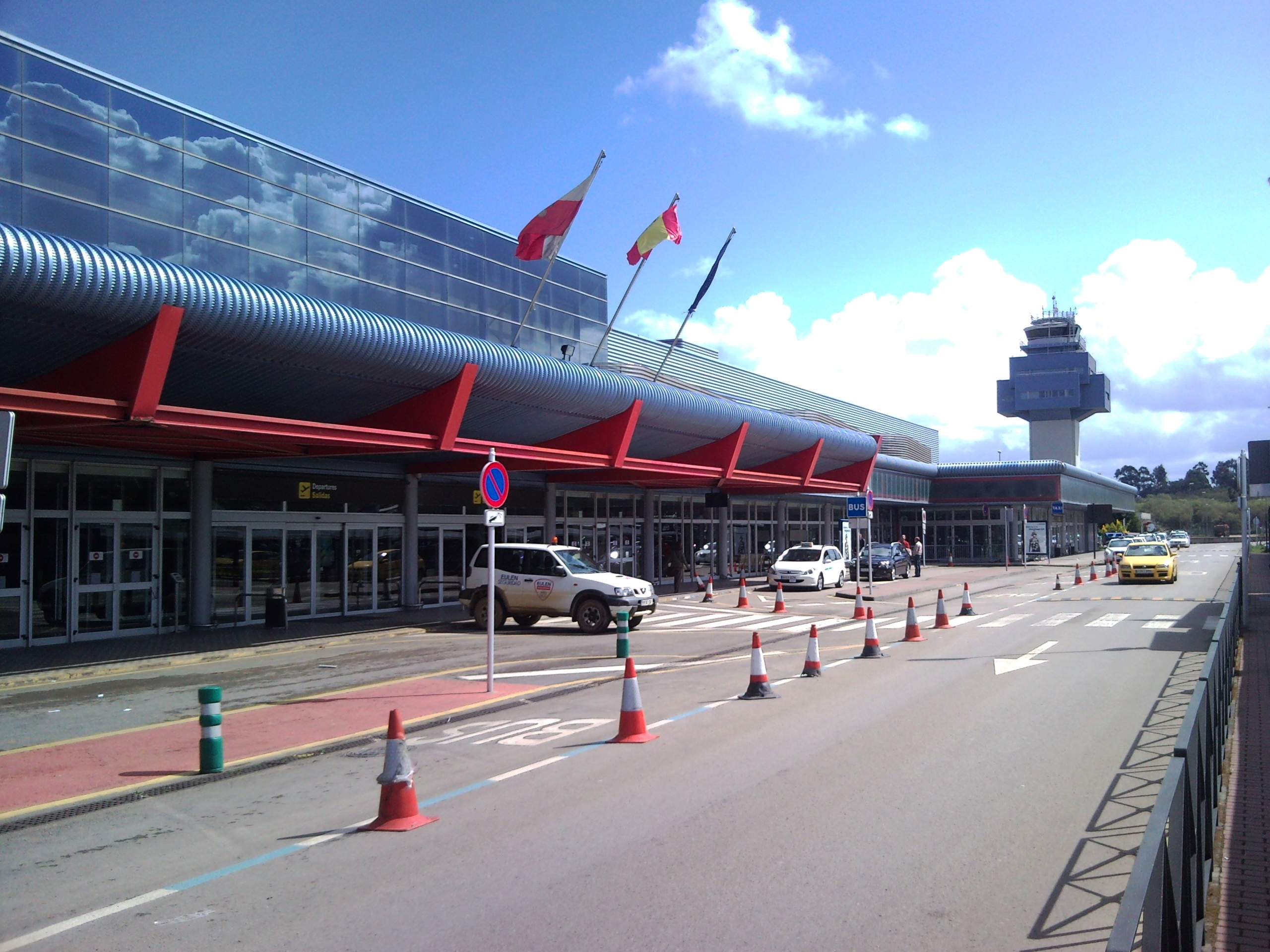
Entrada a la terminal de pasajeros.

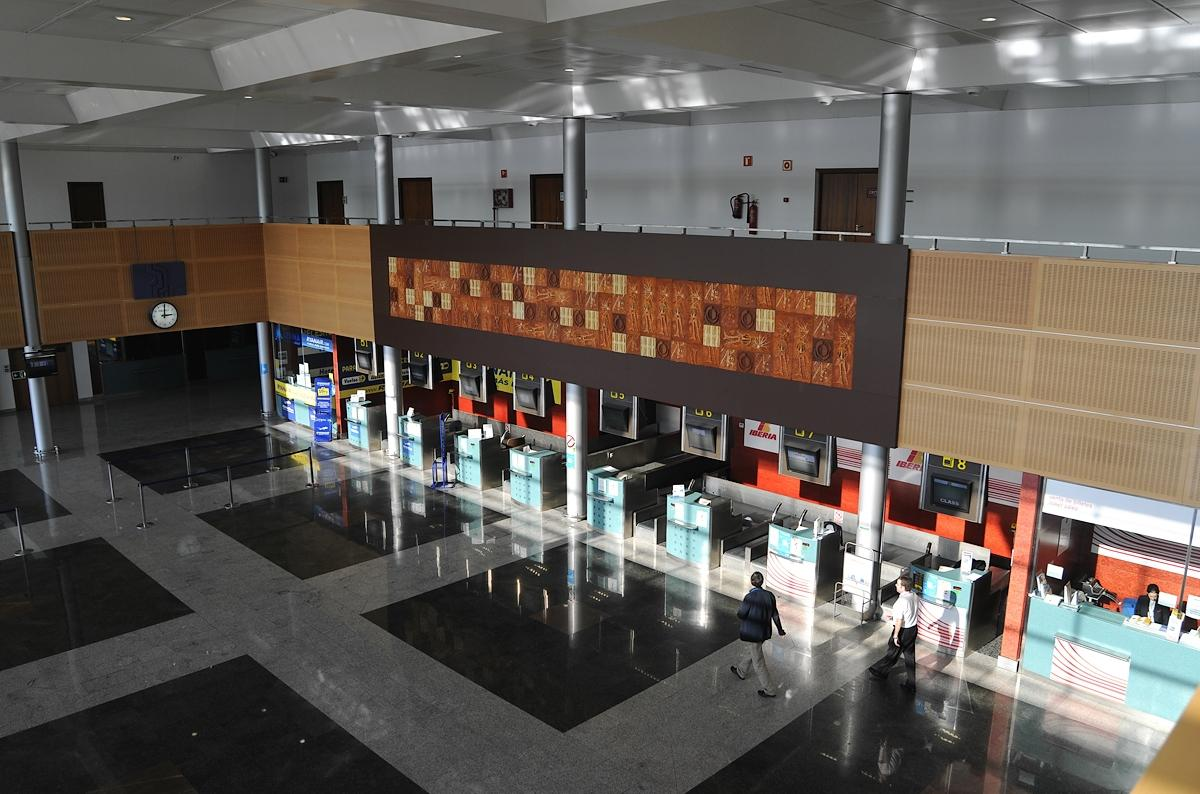
Mostradores de facturación del Aeropuerto de Cantabria.

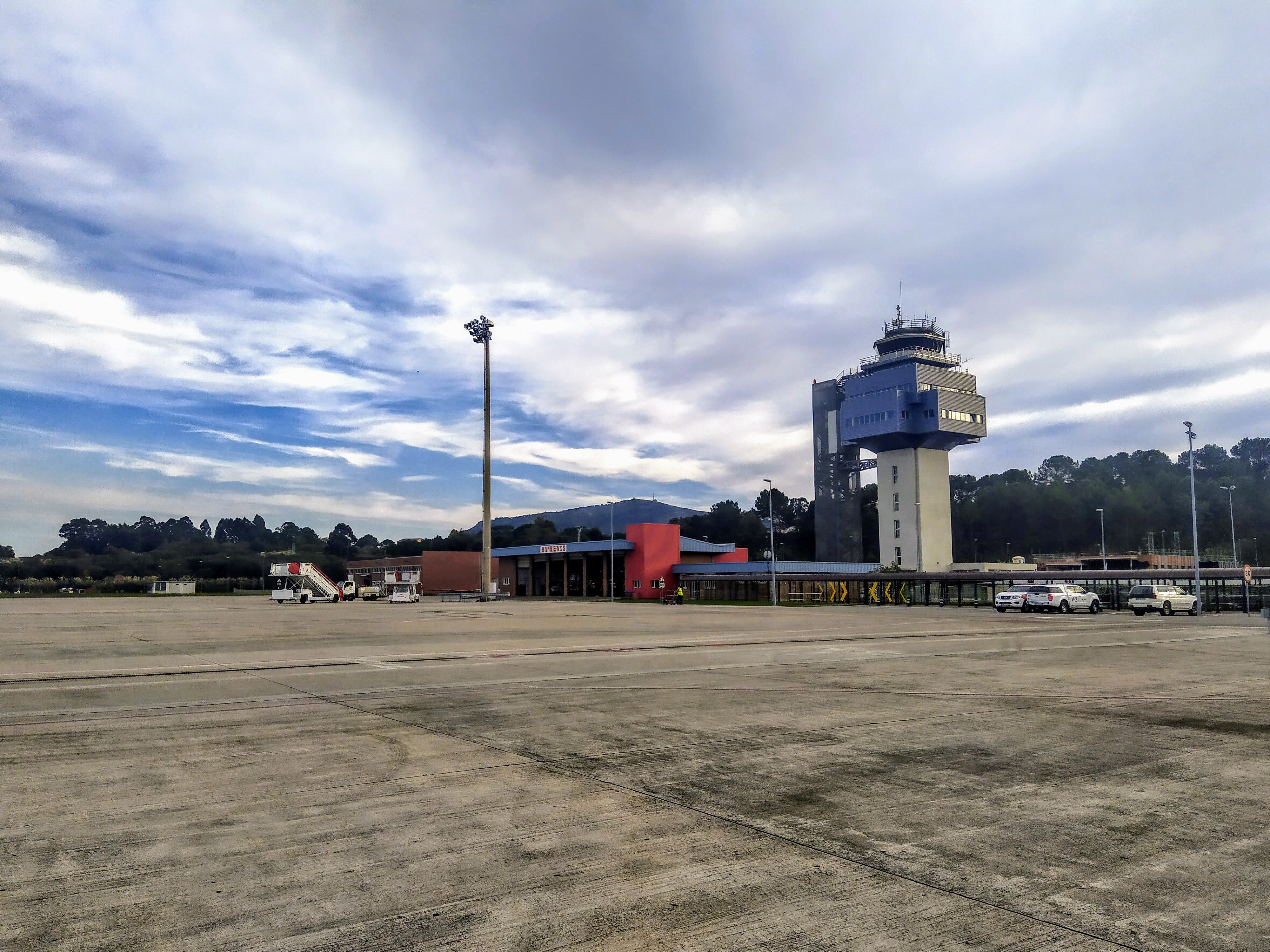
Torre de control y parque de bomberos del aeropuerto.

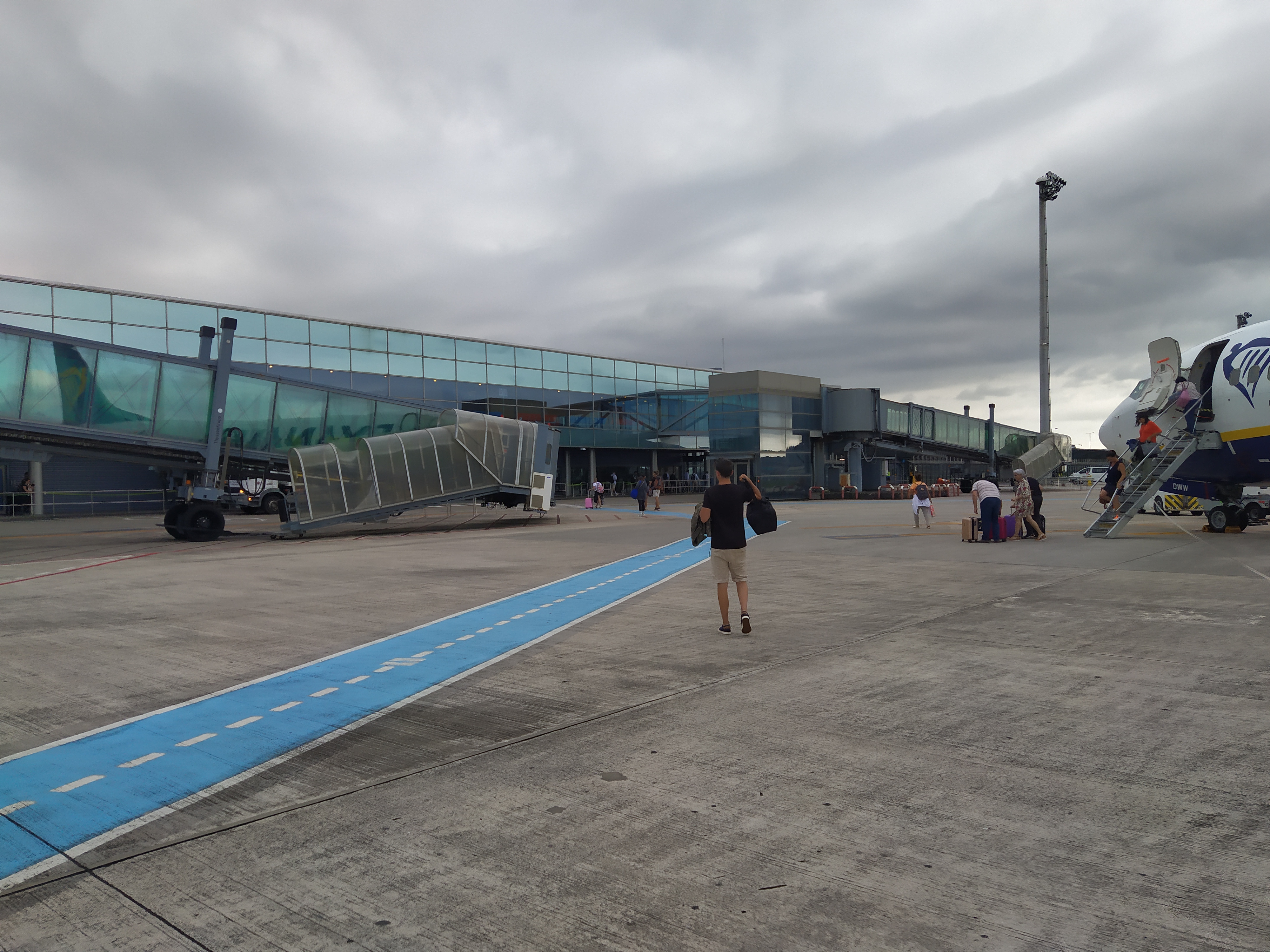
Plataforma de estacionamiento del aeropuerto.

El aeropuerto de Cantabria, inaugurado en 1953, ha experimentado una transformación radical en su trayectoria. Inicialmente, su funcionamiento se caracterizó por un bajo volumen de pasajeros y tarifas elevadas, lo que limitó su crecimiento durante décadas. Sin embargo, a partir de principios del siglo XXI, y especialmente desde 2003 con la llegada de aerolíneas de bajo coste como Ryanair, el aeropuerto ha vivido un crecimiento exponencial. Este cambio de rumbo se consolidó gracias a acuerdos estratégicos con diversas compañías, que han diversificado la oferta de rutas y destinos, haciendo de Cantabria un nodo de conectividad cada vez más importante en el norte de España.

### Orígenes y primeros años del aeropuerto
Cantabria celebró su primer festival aéreo en 1910. El terreno empleado como campo de aviación, situado al oeste de la zona de La Albericia, dio origen poco a poco al primer aeródromo de la ciudad, y ya en 1912, se instalaron dos hangares y se apisonó el campo de vuelo.
El aeródromo de La Albericia compartió su actividad, entre 1936 y 1937, con un nuevo aeródromo creado al este de la Bahía de Santander llamado Pontejos o Rubayo, debido a la cercanía de las localidades homónimas cercanas. Tras la Guerra Civil, La Albericia comparte el escaso tráfico civil con la base militar allí instalada. En 1948 se abrió oficialmente al tráfico aéreo civil nacional e internacional de turismo y escalas técnicas comerciales. En julio de 1950, la compañía Iberia inauguró la línea aérea con Madrid.
Sin embargo, debido a las limitaciones de La Albericia, desde 1945 se venía pensando en construir un nuevo aeropuerto. Tras diversos estudios, se eligió como ubicación unos terrenos en el barrio de Parayas, de la localidad de Maliaño en el término municipal de Camargo (Cantabria), a cuatro kilómetros al sur de la ciudad. El nuevo aeropuerto de Cantabria se inauguró el 31 de agosto de 1953, coincidiendo con el cierre oficial del tráfico del Aeropuerto de La Albericia. El 20 de junio de 1954 llegaron al puerto de Santander los primeros aviones a reacción que utilizaron el aeropuerto de Parayas: tres reactores Lockheed T-33 que, tras su puesta a punto, despegaron con destino a la base Aérea de Talavera la Real (aeropuerto militar del ejército del aire español situada en Badajoz).
En 1965 Parayas pasó a denominarse oficialmente Aeropuerto de Santander.

### Décadas de crecimiento y estancamiento
Sin embargo, el aeropuerto volvió a quedarse pequeño y en 1973 se decidió llevar a cabo una importante remodelación. Tras un cierre de tres años (desde abril de 1974 hasta el 8 de agosto de 1977) en el que el aeropuerto sufrió una profunda renovación que hizo ampliar significativamente sus instalaciones y que tuvo un coste de más de 1.100 millones de pesetas, fue reabierto con una nueva pista de vuelo de 2400 m de longitud que posibilitaba tanto el vuelo visual como instrumental. El primer vuelo correspondió al DC-9 "Ciudad de Santander" de Iberia que cubría la ruta Barcelona-Cantabria-Santiago de Compostela.
Hasta el año 2003 las instalaciones se consideraban infrautilizadas debido a los escasos vuelos y a sus elevadas tarifas, lo que hacía que los potenciales pasajeros se desplazasen hasta el aeropuerto de Bilbao, a 100 km de distancia.

### El despegue del aeropuerto y la llegada de las compañías de bajo coste
A partir de 2003, y a raíz de un acuerdo firmado entre el Gobierno de Cantabria y la aerolínea de bajo coste Ryanair, el incremento en el número vuelos que operan hoy en día y el abaratamiento de los billetes ha aumentado considerablemente el tránsito de pasajeros tanto nacionales como internacionales.
En el año 2005 el aeropuerto alcanzó los 644.662 pasajeros, creciendo un 88% con respecto al año anterior y teniendo un equilibrio de usuarios entre vuelos nacionales e internacionales. Este incremento fue el mayor proporcionalmente de todos los aeropuertos de España.
En este mismo año se instalarían dos pasarelas o fingers para el acceso directo a los aviones. No obstante en 2009 dejarían de usarse por su ineficacia, derivada de la nueva configuración del edificio terminal tras la obras de 2010, y por no haberse recibido solicitudes de compañías aéreas para su uso.
El Gobierno de Cantabria mantuvo conversaciones con Ryanair con el fin de conseguir un acuerdo para que el aeropuerto de Parayas funcione como base de la compañía en el norte de España en los años 2006 y 2008. Sin embargo la opción quedó descartada, primando la ampliación del número de conexiones antes que la base.

### Modernización y ampliación del aeropuerto
En los años 2008 y 2009 se llevaron a cabo unas importantes mejoras que duplicaron la capacidad operativa del aeropuerto, pudiendo dar servicio a 2,5 millones de pasajeros al año. Su ampliación supuso la construcción de una pista de rodaje por la que los aviones circulan hacia la cabecera de la pista para despegar sin necesidad de interferir en las funciones de despegue y aterrizaje, lo cual permitió aumentar a 20 el número de operaciones posibles a la hora. Asimismo, se amplió la capacidad de estacionamiento de aeronaves, construyendo una nueva plataforma de estacionamiento que, unida a la ya existente, prácticamente doblan la capacidad del aeropuerto, capaz de dar servicio sin problemas a varias aeronaves de tipo Boeing 737-800 o Airbus A320 y a un avión de tipo Boeing 767 o Airbus A330 entre otros a la vez. 
Los trabajos de ampliación de las instalaciones afectaron también a la terminal, con un aumento de 3000 metros cuadrados, utilizando el espacio de la antigua terminal internacional, cerrada por falta de uso hasta la llegada de los vuelos de Ryanair. Se redistribuyeron los espacios para evitar la coincidencia en la sala de embarque de pasajeros de distintos vuelos. La nueva zona de llegadas, que hasta entonces solo disponía de una sencilla sala con dos cintas de recogida de equipaje, pasó a tener tres cintas y cinco oficinas de alquiler de coches.
La zona de preembarque también fue ampliada, añadiendo a las tres puertas de salida a pista que antes había otras dos más, además de nuevos servicios sanitarios, cafetería y zona comercial. En la zona común se duplicó el área comercial, inagurándose en mayo de 2013 la primera tienda duty free del aeropuerto, sitúa en la zona internacional de embarque.
En diciembre de 2010 se inauguró la modernización de las instalaciones en las que se invirtieron 37,8 millones de euros, preparando al aeropuerto para mover un tráfico anual superior a los dos millones de pasajeros. Las obras consistieron en la remodelación del edificio terminal de 10.200 m², con la ampliación de las nuevas zonas de salidas y llegadas, y la construcción de una pista de rodaje, que permite alcanzar los 22 movimientos a la hora, y la ampliación de la plataforma de estacionamiento para aeronaves comerciales.
En abril de 2014, el Parlamento de Cantabria, tras una iniciativa popular, propuso el cambio de nombre del aeropuerto, para pasar a denominarse «Aeropuerto Seve Ballesteros-Santander», en honor a Severiano Ballesteros, conocido golfista y el deportista cántabro más reconocido internacionalmente. El cambio de nombre fue publicado en el Boletín Oficial del Estado el día 16 de abril de 2015.
En 2016 se instaló un nuevo sistema de aproximación para agilizar las llegadas de aviones.

## Horario
El aeropuerto abre sus puertas al pasajero a las 5:00 y cierra a las 23:30. El horario de operaciones aéreas está comprendido entre las 6:30 y las 23:00.

## Ubicación y servicios

### Accesos

#### Transporte Privado
- Acceso desde el Este y Sur: Desde Asturias, Castilla y León, Torrelavega o zona occidental y sur de Cantabria, se llega al aeropuerto mediante la autopista A-67, continuando por la autovía S-10 y luego desviándose en la salida 3 para coger la carretera nacional N-636 hasta llegar a las instalaciones aeroportuarias.
- Acceso desde Santander: se llega tomando la autovía S-10, desviándose después en la salida 3 y continuando por la carretera nacional N-636 hasta las instalaciones aeroportuarias.
- Acceso desde el Oeste: Desde País Vasco, Castro Urdiales, Laredo o zona oriental de Cantabria, se llega por la autopista A-8, continuando por la autovía S-10 y luego tomando la salida 3A en dirección a la carretera nacional N-636 hasta llegar a las instalaciones aeroportuarias.

#### Transporte público
- Parada de taxi.[16]
- Parada de autobús (línea S4 de transporte de Cantabria) que conecta el aeropuerto con la estación de autobuses de Santander cada 40 minutos. Así mismo, la empresa ALSA enlaza por autobús, previa reserva, el aeropuerto de Cantabria con diferentes localidades de la Cornisa Cantábrica como Bilbao, Gijón, Oviedo o Laredo.[17]
- Operadores de alquiler de coches (Rent-a-Car): Avis, Hertz, Europcar,  Enterprise Rent a Car, OK Rent a Car y Sixt.[18]

### Servicios

#### Conectividad
La terminal del aeropuerto está dotada de una red de conexión WiFi gratuita (los primeros 15 minutos), existiendo una opción de pago para extender ese tiempo a conveniencia del usuario.

#### Restauración
- Takeoff Santander, cafetería-bocadillería en la zona exclusiva para pasajeros. [21]
- Trib's, bocadillería en la zona de acceso general público. [22]

#### Compras
- Aelia Duty Free, en la zona de salidas con acceso sólo para pasajeros.[23]

## Aeronaves utilizadas habitualmente por cada aerolínea
Air Nostrum: Mitsubishi CRJ1000

 Arkia: Airbus A320 y Airbus A321neo 

 Binter Canarias: Embraer E195-E2

 Iberia: Airbus A319, Airbus 320, Airbus A320neo, Airbus A321 y Airbus A321neo

 KM Malta: Airbus A320neo

 Ryanair: Boeing 737 NG y Boeing 737 MAX 8

 Ryanair UK: Boeing 737 NG y Boeing 737 MAX 8

 Vueling: Airbus A320, Airbus A320neo y Airbus A321

 Volotea: Airbus A319 y Airbus A320

 Wizz Air Malta: Airbus A321 y Airbus A321neo

## Aerolíneas y destinos

### Novedades en destinos, operadores, operaciones especiales y frecuencias
| Ciudad            | Modelo Avión   | Operador       | Fecha Inicio / Fin               | Observaciones                         |
| ----------------- | -------------- | -------------- | -------------------------------- | ------------------------------------- |
| Palma de Mallorca | Airbus A320    | Vueling        | 03-10-25 (year round)            | Pasa de estacional a year round       |
| Alicante          | Airbus A320    | Vueling        | 28-10-25 (year round)            | Recuperación ruta                     |
| Bucarest          | Airbus A321    | Wizz Air Malta | 28-10-25 (year round)            | Recuperación ruta                     |
| Granada           | Airbus A320    | Volotea        | 09-12-25 / 06/01/26 (Year round) | Operativa Navidad 2025 Nuevo operador |
| 2026              |                |                |                                  |                                       |
| Tel Aviv          | Airbus A321neo | Arkia          | 03-02-26 (year round)            | Nueva ruta                            |
| La Valeta         | Airbus A320neo | KM Malta       | 10-05-26 (year round)            | Nueva ruta                            |

Última actualización: 12/08/2025

### Destinos nacionales
Leyenda: El punto rojo corresponde al Aeropuerto de Seve Ballesteros-Cantabria, los verdes a rutas regulares, los azules a rutas estacionales (verano), los violetas a nuevas rutas y los naranjas a operativas especiales
| Ciudad            | Nombre del aeropuerto               | Operador           | Frecuencias   |
| ----------------- | ----------------------------------- | ------------------ | ------------- |
| Alicante          | Alicante-Elche Miguel Hernández     | Vueling            | L M X J V S D |
| Barcelona         | Josep Tarradellas Barcelona-El Prat | Vueling            | L M X J V S D |
| Granada           | Federico García Lorca Granada-Jaén  | Volotea            | L M X J V S D |
| Gran Canaria      | Gran Canaria-Gando                  | Binter Canarias    | L M X J V S D |
| Madrid            | Adolfo Suárez Madrid-Barajas        | Iberia Air Nostrum | L M X J V S D |
| Málaga            | Málaga-Costa del Sol                | Ryanair            | L M X J V S D |
| Palma de Mallorca | Mallorca-Son Sant Joan              | Vueling            | L M X J V S D |
| Sevilla           | Sevilla-San Pablo                   | Volotea            | L M X J V S D |
| Tenerife          | Tenerife Norte-Ciudad de La Laguna  | Binter Canarias    | L M X J V S D |
| Valencia          | Valencia-Manises                    | Ryanair            | L M X J V S D |

#### Destinos estacionales y operativas especiales
| Ciudad               | Nombre del aeropuerto              | Operador    | Operativa                      | Frecuencias                 |
| -------------------- | ---------------------------------- | ----------- | ------------------------------ | --------------------------- |
| Jerez de la Frontera | Aeropuerto de Jerez                | Air Nostrum | 20-07-25 / 31-08-25            | L M X J V S D               |
| Ibiza                | Ibiza                              | Vueling     | 19-06-25 / 14-10-25            | L M X J V S D               |
| Menorca              | Mahón-Menorca                      | Volotea     | 24-05-25 / 10-10-25            | L M X J V S D               |
| Granada              | Federico García Lorca Granada-Jaén | Volotea     | 09-12-25 / 06-01-26 Year round | L M X J V S D L M X J V S D |

Destinos y operativas temporada verano 2025 (datos oficiales extraídos de las webs de las aerolíneas)

### Destinos internacionales
| País • Ciudad | Nombre del aeropuerto  | Operador          | Frecuencias   |
| África        | África                 | África            | África        |
| ------------- | ---------------------- | ----------------- | ------------- |
| Marruecos     |                        |                   |               |
| Marrakech     | Marrakech-Menara       | Ryanair           | L M X J V S D |
| Europa        |                        |                   |               |
| Austria       |                        |                   |               |
| Viena         | Viena-Schwechat        | Ryanair           | L M X J V S D |
| Bélgica       |                        |                   |               |
| Charleroi     | Charleroi-Bruselas Sur | Ryanair           | L M X J V S D |
| Francia       |                        |                   |               |
| Beauvais      | París-Beauvais         | Ryanair           | L M X J V S D |
| Irlanda       |                        |                   |               |
| Dublín        | Dublín                 | Ryanair           | L M X J V S D |
| Israel        |                        |                   |               |
| Tel Aviv      | Tel Aviv-Ben Gurion    | Arkia             | L M X J V S D |
| Italia        |                        |                   |               |
| Bérgamo       | Bérgamo-Orio al Serio  | Ryanair           | L M X V S D   |
| Roma          | Roma-Fiumicino         | Ryanair           | L M X J V S D |
| Malta         |                        |                   |               |
| La Valeta     | Int. de Malta-Luqa     | KM Malta Airlines | L M X J V S D |
| Reino Unido   |                        |                   |               |
| Edimburgo     | Edimburgo              | Ryanair           | L M X J V S D |
| Londres       | Londres-Stansted       | Ryanair           | LM XJ V SD    |
| Rumanía       |                        |                   |               |
| Bucarest      | Bucarest-Henri Coandă  | Wizz Air Malta    | L M X J V S D |

#### Destinos y operativas estacionales
| País • Ciudad   | Nombre del aeropuerto     | Operador | Operativa           | Frecuencias   |
| Europa          | Europa                    | Europa   | Europa              | Europa        |
| --------------- | ------------------------- | -------- | ------------------- | ------------- |
| Francia         |                           |          |                     |               |
| París           | París-Orly                | Vueling  | 01-04-25 / 12-09-25 | L M X V S D   |
| Italia          |                           |          |                     |               |
| Bolonia         | Bolonia-Guillermo Marconi | Ryanair  | 30-03-25 / 22-10-25 | L M X J V SD  |
| Treviso-Venecia | Sant'Angelo-Treviso       | Ryanair  | 30-03-25 / 23-10-25 | L M X J V SD  |
| Reino Unido     |                           |          |                     |               |
| Birmingham      | Birmingham-West Midlands  | Ryanair  | 01-04-25 / 24-10-25 | L M X J V S D |
| Mánchester      | Mánchester                | Ryanair  | 30-03-25 / 23-10-25 | L M X J V S D |

Destinos y operativas temporada verano 2025 (datos oficiales extraídos de las webs de las aerolíneas)

## Estadísticas
A continuación se muestra una tabla con los datos desde el año 2000 hasta 2023 indicando el volumen de pasajeros, la variación respecto al año anterior y el puesto del aeropuerto en número de pasajeros en el conjunto de los aeropuertos españoles.
Tráfico por año
| 2000                  | 2001                    | 2002                     | 2003                    | 2004                   |
| --------------------- | ----------------------- | ------------------------ | ----------------------- | ---------------------- |
| 260.767 (+16,1%) 29.º | 272.383 (+4,5%) 28.º    | 262.070 (-3,8%) 29.º     | 253.756 (-3,2%) 29.º    | 342.559 (+35,0%) 28.º  |
| 2005                  | 2006                    | 2007                     | 2008                    | 2009                   |
| 644.662 (+88,1%) 27.º | 649.447 (+0,7%) 27.º    | 761.780 (+17,3%) 27.º    | 856.606 (+12,4%) 27.º   | 958.157 (+11,9%) 26.º  |
| 2010                  | 2011                    | 2012                     | 2013                    | 2014                   |
| 918.470 (-4,1%) 26.º  | 1.116.398 (+21,4%) 21.º | 1.117.617 (+0,1%) 20.º   | 974.043 (-12,8%) 20.º   | 815.636 (-16,3%) 23.º  |
| 2015                  | 2016                    | 2017                     | 2018                    | 2019                   |
| 875.920 (+7,4%) 22.º  | 778.318 (-11,1%) 26.º   | 937.641 (+20,5%) 26.º    | 1.103.353 (+17,7%) 25.º | 1.174.896 (+6,5%) 22.º |
| 2020                  | 2021                    | 2022                     | 2023                    | 2024                   |
| 335.280 (-71,5%) 21.º | 503.470 (+50,2%) 21.º   | 1.102.439 (+119,0%) 20.º | 1.242.089 (+12,7%) 20.º | 1.095.308 (-11,8%) .º  |

### Gráfico de evolución pasajeros/año • Periodo 2016-2025(datos en miles)
|  |

### Datos mensuales • Año 2025
| Enero        | 58.766  | 10,7% | 697   | 8,9%  |
| Febrero      | 65.091  | 7,4%  | 849   | 8,2%  |
| Marzo        | 75.551  | 8,7%  | 776   | 11,3% |
| Abril        | 101.058 | 0,3%  | 1.027 | 0,9%  |
| Mayo         | 105.768 | 3,1%  | 1.149 | 14,8% |
| Junio        | 101.114 | 4,2%  | 1.134 | 11,5% |
| Julio        | 111.790 | 0,6%  | 1.181 | 3,2%  |
| Agosto       |         |       |       |       |
| Septiembre   |         |       |       |       |
| Octubre      |         |       |       |       |
| Noviembre    |         |       |       |       |
| Diciembre    |         |       |       |       |
| Totales      | 619.138 | 3,4%  | 6.813 | 1,9%  |
| Fuente: AENA |         |       |       |       |